# Barbamine procumbens
Barbamine procumbens là một loài thực vật có hoa trong họ Cải. Loài này được A.P.Khokhr. mô tả khoa học đầu tiên năm 1997.